# توماس ديكنز أرنولد
توماس ديكنز أرنولد هو محامي وسياسي أمريكي، ولد في 3 مايو 1798 في مقاطعة سبوتسيلفانيا في الولايات المتحدة، وتوفي في 26 مايو 1870 في جونزبورو في الولايات المتحدة. نشط حزبياً في حزب اليمين. وقد انتخب عضو مجلس النواب الأمريكي ‏.